# Двадцать гривен
Двадцать гривен (укр. Двадцять гривень) — номинал банкнот Украинской Народной Республики, выпускавшихся в 1918—1920 годах, а также монет и банкнот независимой Украины, введённых в обращение 2 сентября 1996 года.

## История

### Образец 1992 года
Первые банкноты были изготовлены канадской фирмой «Canadian Bank Note Company» в 1992 году.
Банкнота печаталась на специальной белой бумаге, не флуоресцирует в ультрафиолетовых лучах, с водяными знаками в форме трезубца, изображённого светлыми линиями, расположенными по всей площади купюр. Банкнота содержит также другие элементы защиты: рельефные элементы, радужную печать, микротекст, скрытое изображение, антисканерную сетку, видимые защитные волокна, флуоресцентные элементы, скрытый номинал. Преобладающие цвета банкноты — серый и коричневый.
На аверсной стороне банкноты по центру размещён портрет выдающегося украинского писателя, переводчика, общественного деятеля Ивана Яковлевича Франко. Кроме того на купюре содержится надпись Украина и указан номинал (цифрами и прописью).
На реверсной стороне банкноты размещено гравюрное изображение Львовского оперного театра, также содержится надпись Национальный банк Украины и номинал, указанный цифрами и прописью. Кроме этого на обратной стороне размещены: серия и номер банкноты, подпись председателя правления НБУ, а также год выпуска 1992. Дизайн обеих сторон дополнен орнаментом.
Номер банкноты всегда начинается с пятёрки. Разграничить номера между Матвиенко, Гетьмана и Ющенко невозможно, так как номера ставились на уже отпечатанных банкнотах всех видов.
Авторами эскиза банкнот являются художники Василий Лопата и Борис Максимов.
Банкнота введена в обращение 2 сентября 1996 года.

### Образец 1995 года
Банкноты номиналом 20 гривен образца 1995 года печатались на Банкнотно-монетном дворе Национального банка Украины в 1995 году.
Банкнота изготовлена на специальной белой бумаге, которая не флуоресцирует в ультрафиолетовых лучах с фиксированным многотоновым водяным знаком в виде портрета на лицевой стороне. Кроме того банкнота содержит: антисканерную сетку, рельефные элементы, микротекст, невидимые защитные волокна, скрытое изображение, флуоресцентный и магнитный номера, орловскую печать. Преобладающие цвета — коричневый и зелёный.
На аверсной стороне банкноты ближе к правому краю находится графическое изображение Ивана Франко. Кроме того купюра содержит: надписи Украина и Национальный банк Украины, номинал, указанный числом и прописью, подпись председателя правления НБУ, серию и номер банкноты, метку для слепых в виде треугольника. На лицевой стороне между портретом и водяным знаком содержится вертикальная металлизированная защитная лента, 6 раз прерывается, исходя из толщи на поверхность бумаги. При рассматривании банкноты против источника света лента имеет вид сплошной линии.
На реверсной стороне банкноты по центру размещено изображение Львовской оперы. Кроме этого на обратной стороне купюр есть надпись Национальный банк Украины, а также содержится год выпуска (1995) и номинал (числом и прописью). Обе стороны банкноты украшены орнаментом.
Известно всего две серии банкнот соответствующего образца: СД и ТБ. На банкнотах содержится подпись тогдашнего главы Национального банка Виктора Ющенко.
Банкнота введена в обращение 1 сентября 1997 года.

### Образец 2000 года
Банкноты изготавливались на Банкнотно-монетном дворе НБУ.
Идентична банкнотам образца 1995 года. Различия: на аверсной стороне размещена подпись Владимира Стельмаха, на реверсной — год выпуска: 2000; изменилось месторасположение подписи и текст (вместо «Голова правлiння банку» использован текст «Голова»).
Банкнота введена в обращение 20 ноября 2000 года.

### Образец 2003 года
Банкноты печатались на Банкнотно-монетном дворе НБУ.
Банкноты изготовлены на специальной тонированной бумаге, оттенок которой соответствует основному цвету купюры, не флуоресцирует в ультрафиолетовых лучах с многотоновым водяным знаком на аверсной стороне в виде портрета. Кроме того банкнота содержит двухцветный водяной знак, защитные волокна, микротекст, рельефные элементы, орловскую и радужную печати, антисканерную сетку, магнитный и флуоресцентный номера. Преобладающий цвет — зелёный.
На аверсной стороне купюры ближе к правому краю размещено графическое изображение Ивана Франко в серых тонах. Кроме того лицевая сторона банкноты содержит надпись Национальный банк Украины, номинал, указанный числом и прописью, эмблему Нацбанка в виде гривны Киевской Руси, подпись председателя, изображение малого государственного герба Украины, метку для людей с ослабленным зрением. В центральной части банкноты приведена первая строфа стихотворения «Земле, моя всеплодющая мати…», написанного драгомановкой:
Земле, моjа всеплодьушчаjа мати!
Сили, шчо в твоjіj движель глубіні,
Крапльу, шчоб в боjу сміліjше стоjати,
даj і міні!
На реверсной стороне банкноты размещены гравюрные изображения Львовского оперного театра, а также изображения статуи Славы, венчающей фронтон здания театра. Также на обратной стороне купюры размещена эмблема НБУ, номинал, указанный числом и прописью, серия и номер купюры, и год печати. Дизайн обеих сторон дополнен орнаментом.
На банкнотах содержится подпись тогдашнего главы НБУ Сергея Тигипко.
Банкнота введена в обращение 1 декабря 2003 года.

### Образец 2018 года
Банкноты изготавливаются на Банкнотно-монетном дворе НБУ в 2018, 2021 и 2023 годах. Водяной знак представлен, кроме портрета Франко, цифрой номинала. Был размещен оптически-сменный элемент в виде стилизованного цветка справа от портрета Франко. кодированное латентное изображение с номиналом было расположено в правой стороне аверса, но в другом виде.
Банкнота введена в обращение 25 сентября 2018 года.

## Статистические данные
| Изображение | Изображение | Подпись             | Размеры | Основные цвета  | Описание    | Описание                | Даты             | Даты            | Даты         |
| Аверс       | Реверс      | Подпись             | Размеры | Основные цвета  | Аверс       | Реверс                  | печати           | выпуска         | изъятия      |
| ----------- | ----------- | ------------------- | ------- | --------------- | ----------- | ----------------------- | ---------------- | --------------- | ------------ |
|             |             | В. Гетьман (1992)   | 135х70  | Серо-коричневый | Иван Франко | Львовский оперный театр | 1992             | 2 сентября 1996 | 15 июля 2003 |
|             |             | В. Ющенко (1992)    | 135х70  | Серо-коричневый | Иван Франко |                         | 1992             | 2 сентября 1996 | 15 июля 2003 |
|             |             | В. Ющенко (1995)    | 133×66  | Рыже-коричневый | Иван Франко | 1995                    | 1 сентября 1997  | 1 января 2010   |              |
|             |             | В. Стельмах (2000)  | 133×66  | Рыже-коричневый | Иван Франко | 2000                    | 20 ноября 2000   | 1 января 2010   |              |
|             |             | С. Тигипко (2003)   | 130×69  | зелёный         | Иван Франко | 2003                    | 1 декабря 2003   | 1 января 2023   |              |
|             |             | В. Стельмах (2005)  | 130×69  | зелёный         | Иван Франко | 2005                    | 1 декабря 2005   | 1 января 2023   |              |
|             |             | С. Арбузов (2011)   | 130×69  | зелёный         | Иван Франко | 2011                    | 1 марта 2012     | 1 января 2023   |              |
|             |             | И. Соркин (2013)    | 130×69  | зелёный         | Иван Франко | 2013                    | 1 апреля 2014    | 1 января 2023   |              |
|             |             | В. Гонтарева (2016) | 130×69  | зелёный         | Иван Франко | 2016                    | 1 сентября 2016  | 1 января 2023   |              |
|             |             | Я. Смолий (2018)    | 130×69  | зелёный         | Иван Франко | 2018                    | 25 сентября 2018 | в обращении     |              |
|             |             | К. Шевченко (2021)  | 130×69  | зелёный         | Иван Франко | 2021                    | 9 ноября 2021    | в обращении     |              |
|             |             | А. Пышный (2023)    | 130×69  | зелёный         | Иван Франко | 2023                    | 24 октября 2023  | в обращении     |              |

## Памятные и юбилейные монеты

### Серебряные
Серебряные монеты имеют идентичные параметры: их вес составляет 62,2 грамма каждая, диаметр — 50 мм, качество чеканки — пруф. Исключение составляют лишь монеты Пересопницкое Евангелие и Голодомор — геноцид украинского народа, имеющие качество чеканки специальный анциркулейтед. Тираж каждой серии монет составляет от 1 000 до 15 000 штук.
| Название                                                    | Тираж | Дата выпуска    | Аверс | Реверс |
| ----------------------------------------------------------- | ----- | --------------- | ----- | ------ |
| 10 лет независимости Украины                                | 1000  | 20 августа 2001 |       |        |
| 15 лет независимости Украины                                | 7000  | 18 августа 2006 |       |        |
| 60 лет освобождения Киева от фашистских захватчиков         | 2000  | 27 октября 2003 |       |        |
| 60 лет Победы в Великой Отечественной войне 1941—1945 годов | 5000  | 28 апреля 2005  |       |        |
| 70 лет провозглашения Карпатской Украины                    | 3000  | 20 июля 2009    |       |        |
| 150-летие деятельности украинских железных дорог            | 4000  | 28 октября 2011 |       |        |
| 600-летие Грюнвальдской битвы                               | 5000  | 14 июля 2010    |       |        |
| Освободительная война середины XVII века                    | 10000 | 25 июня 1998    |       |        |
| Голодомор — геноцид украинского народа                      | 10000 | 23 ноября 2007  |       |        |
| Десятинная церковь                                          | 5000  | 26 ноября 1996  |       |        |
| По произведению Леси Украинки «Лесная песня»                | 4000  | 28 февраля 2011 |       |        |
| Зимненский Святогорский Успенский монастырь                 | 5000  | 30 июня 2010    |       |        |
| Игры XXVIII Олимпиады 2004 года                             | 5000  | 7 июля 2004     |       |        |
| Киевская контрактовая ярмарка                               | 5000  | 16 октября 1997 |       |        |
| Казак Мамай                                                 | 5000  | 23 июля 1997    |       |        |
| Казацкая лодка                                              | 5000  | 20 декабря 2010 |       |        |
| Самолёт АН-124 «Руслан»                                     | 5000  | 1 июня 2005     |       |        |
| Самолёт Ан-225 «Мрия»                                       | 2000  | 30 апреля 2002  |       |        |
| Не умирает душа наша, не умирает воля                       | 4000  | 30 января 2004  |       |        |
| Пересопницкое Евангелие                                     | 4000  | 30 марта 2011   |       |        |
| Северин Наливайко                                           | 5000  | 26 января 1998  |       |        |
| Сорочинская ярмарка                                         | 5000  | 17 августа 2005 |       |        |
| Спасский собор в Чернигове                                  | 5000  | 24 июня 1997    |       |        |
| Тысячелетие монетной чеканки в Киеве                        | 5000  | 5 ноября 2008   |       |        |
| Украинская писанка                                          | 8000  | 16 апреля 2009  |       |        |
| Финальный турнир чемпионата Европы по футболу 2012 года     | 15000 | 1 декабря 2011  |       |        |
| Млечный Путь                                                | 5000  | 26 октября 2007 |       |        |

### Биметаллические из драгоценных металлов
Биметаллические монеты, как и серебряные, имеют идентичные параметры. Вес каждого изделия составляет 14,7 грамма при диаметре 31 мм. На официальном сайте Национального банка качество чеканки указано только для монеты Чистая вода — источник жизни (пруф-лайк). Тираж для большинства серий составляет 3 000 экземпляров.
| Название                     | Тираж | Дата выпуска    | Аверс | Реверс |
| ---------------------------- | ----- | --------------- | ----- | ------ |
| Киевская Русь                | 2000  | 25 декабря 2001 |       |        |
| Ольвия                       | 3000  | 26 декабря 2000 |       |        |
| Палеолит                     | 3000  | 20 декабря 2000 |       |        |
| Скифия                       | 3000  | 30 января 2001  |       |        |
| Триполье                     | 3000  | 20 декабря 2000 |       |        |
| Чистая вода — источник жизни | 3000  | 25 мая 2007     |       |        |